# Ctenus w-notatus
Ctenus w-notatus este o specie de păianjeni din genul Ctenus, familia Ctenidae, descrisă de Alexander Petrunkevitch în anul 1925.
Este endemică în Panama. Conform Catalogue of Life specia Ctenus w-notatus nu are subspecii cunoscute.